# فیلم‌شناسی واکین فینیکس
واکین فینیکس بازیگر، تهیه‌کننده، کارگردان موزیک ویدئو، فعال اجتماعی و موزیسین آمریکایی است. 

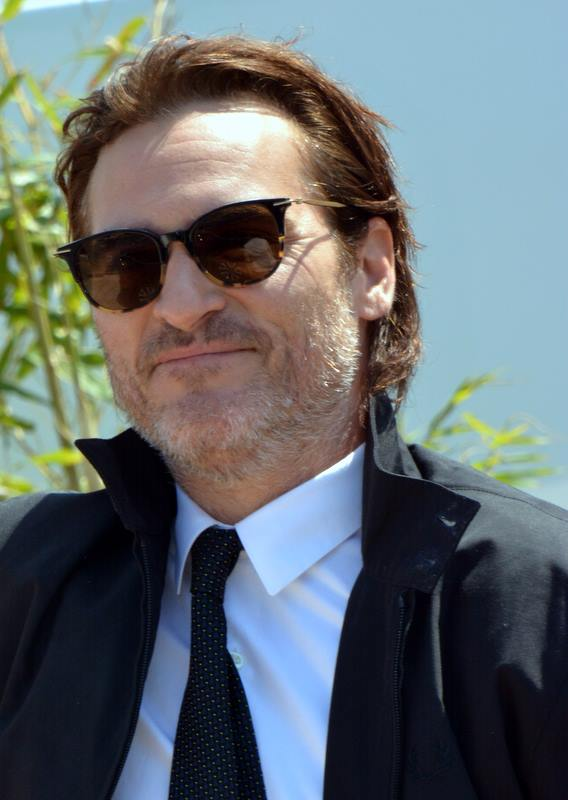
فینیکس در جشنواره کن سال ۲۰۱۷

## فیلم
| سال  | عنوان                                            | نقش                | توضیحات                                   | منابع  |
| ---- | ------------------------------------------------ | ------------------ | ----------------------------------------- | ------ |
| ۱۹۸۵ | بچه‌ها چیزی نمی‌گویند                              | فرانکی             | تحت نام لیف فینیکس                        | [ ۵ ]  |
| ۱۹۸۶ | کمپ فضایی                                        | مکس گراهام         | تحت نام لیف فینیکس                        | [ ۶ ]  |
| ۱۹۸۷ | روس‌ها                                            | دنی                | تحت نام لیف فینیکس                        | [ ۷ ]  |
| ۱۹۸۹ | پدر و مادری                                      | گری باکمن          | تحت نام لیف فینیکس                        | [ ۸ ]  |
| ۱۹۹۵ | به خاطرش مردن                                    | جیمی امت           |                                           | [ ۹ ]  |
| ۱۹۹۷ | اختراع ابوت‌ها                                    | داگ هولت           | [ ۱۰ ]                                    |        |
| ۱۹۹۷ | دور برگردان                                      | توبی ان. تاکر      | [ ۱۱ ]                                    |        |
| ۱۹۹۸ | بازگشت به بهشت                                   | لویس مک‌براید       | [ ۱۲ ]                                    |        |
| ۱۹۹۸ | کبوترهای سفالی                                   | کلی بیدول          | [ ۱۳ ]                                    |        |
| ۱۹۹۹ | ۸میلی‌متری                                        | مکس کالیفورنیا     | [ ۱۴ ]                                    |        |
| ۲۰۰۰ | محوطه                                            | ویلی گوتیرز        | [ ۱۵ ]                                    |        |
| ۲۰۰۰ | گلادیاتور                                        | کومودوس            | [ ۱۶ ]                                    |        |
| ۲۰۰۰ | قلم‌پرها                                          | اب ده کولمیر       | [ ۱۷ ]                                    |        |
| ۲۰۰۱ | سربازان بوفالو                                   | ری الوود           | [ ۱۸ ]                                    |        |
| ۲۰۰۲ | نشانه‌ها                                          | مریل هس            | [ ۱۹ ]                                    |        |
| ۲۰۰۳ | همه چیز درباره عشق است                           | جان                | [ ۲۰ ]                                    |        |
| ۲۰۰۳ | برادر خرس                                        | کنای               | صداپیشه                                   | [ ۲۱ ] |
| ۲۰۰۴ | روستا                                            | لوسیوس هانت        |                                           | [ ۲۲ ] |
| ۲۰۰۴ | نردبان ۴۹                                        | جک موریسون         | [ ۲۳ ]                                    |        |
| ۲۰۰۴ | هتل رواندا                                       | جک داگلیش          | [ ۲۴ ]                                    |        |
| ۲۰۰۵ | ساکنان زمین                                      | راوی               | مستند                                     | [ ۲۵ ] |
| ۲۰۰۵ | سربه‌راه باش                                      | جانی کش            |                                           | [ ۲۶ ] |
| ۲۰۰۷ | شب مال ماست                                      | بابی گرین          | [ ۲۷ ]                                    |        |
| ۲۰۰۷ | جاده رزرو                                        | ایثان لرنر         | [ ۲۸ ]                                    |        |
| ۲۰۰۸ | دو عاشق                                          | لئونارد کرادیتور   | [ ۲۹ ]                                    |        |
| ۲۰۱۰ | من هنوز اینجا هستم                               | خودش               | مستندنما؛ نویسنده مشترک به‌همراه کیسی افلک | [ ۳۰ ] |
| ۲۰۱۲ | استاد                                            | فردی کوئل          |                                           | [ ۳۱ ] |
| ۲۰۱۳ | او                                               | تئودور توامبی      | [ ۳۲ ]                                    |        |
| ۲۰۱۳ | مهاجر                                            | برونو وایس         | [ ۳۳ ]                                    |        |
| ۲۰۱۴ | خباثت ذاتی                                       | لری «داک» اسپورتلو | [ ۳۴ ]                                    |        |
| ۲۰۱۵ | مرد بی‌منطق                                       | ایب لوکاس          | [ ۳۵ ]                                    |        |
| ۲۰۱۵ | وحدت                                             | راوی               | مستند؛ صدا                                | [ ۳۶ ] |
| ۲۰۱۷ | تو هرگز واقعاً اینجا نبودی                        | جو                 |                                           | [ ۳۷ ] |
| ۲۰۱۸ | نگران نباشید، او با پای پیاده زیاد دور نخواهد شد | جان کالاهان        | [ ۳۸ ]                                    |        |
| ۲۰۱۸ | مریم مجدلیه                                      | عیسی               | [ ۳۹ ]                                    |        |
| ۲۰۱۸ | برادران سیسترز                                   | چارلی سیسترز       | [ ۴۰ ]                                    |        |
| ۲۰۱۹ | جوکر                                             | جوکر               | [ ۴۱ ]                                    |        |
| ۲۰۲۰ | نگهبانان زندگی                                   |                    | فیلم کوتاه                                |        |
| ۲۰۲۱ | بی‌خیال بی‌خیال                                    | جانی               |                                           |        |
| ۲۰۲۳ | بیو می‌ترسد                                       | بیو                |                                           |        |
| ۲۰۲۳ | ناپلئون                                          | ناپلئون بناپارت    |                                           |        |
| ۲۰۲۴ | جوکر: جنون دو نفر                                | آرتور فلک / جوکر   |                                           |        |
| TBA  | ادینگتون                                         | TBA                |                                           | [ ۴۲ ] |

## تلویزیون
| سال  | عنوان                        | نقش          | یادداشت                                |
| ---- | ---------------------------- | ------------ | -------------------------------------- |
| ۱۹۸۲ | هفت عروس برای هفت برادر      | تراویس       | قسمت: «آهنگ کریسمس»                    |
| ۱۹۸۴ | پسر پاییز                    | بچه          | قسمت: «ترور یو.»                       |
| ۱۹۸۴ | برنامه ویژهٔ بعد مدرسه ای‌بی‌سی | رابی الزورث  | قسمت: «عقب: معمای اختلال نارساخوانی»   |
| ۱۹۸۴ | آبی‌های هیل استریت            | دانیل        | قسمت: «ظهور و سقوط از دیوار»           |
| ۱۹۸۴ | قتل، او نوشت                 | بیلی داناوان | قسمت: «کشتن جادوگر»                    |
| ۱۹۸۶ | آلفرد هیچکاک تقدیم می‌کند     | پیجی فیشر    | قسمت: «یک پایان خوش»                   |
| ۱۹۸۶ | مورنینگ استار                | داگ رابرتس   | ۷ قسمت                                 |
| ۱۹۸۹ | بگذارش برعهدهٔ سگ آبی جدید    | کایل ساطور   | قسمت: «هنوز بگذارش برعهدهٔ سگ آبی جدید» |
| ۱۹۸۹ | سوپربوی                      | بیلی هرکول   | قسمت: «هرکول»                          |